# USS Tills (DE-748)
USS Tills (DE-748) là một tàu hộ tống khu trục lớp Cannon từng phục vụ cùng Hải quân Hoa Kỳ trong Chiến tranh Thế giới thứ hai. Nó là chiếc tàu chiến duy nhất của Hải quân Hoa Kỳ được đặt cái tên này, theo tên Thiếu úy Hải quân Robert George Tills (1918-1941), phi công hải quân phục vụ cùng Liên đội Tuần tra VP-101 trú đóng tại vịnh Malalag, Philippines và đã tử trận vào ngày 8 tháng 12, 1941. Nó đã phục vụ cho đến khi chiến tranh kết thúc, xuất biên chế năm 1946, nhưng đã được huy động trở lại và tái biên chế trong hai giai đoạn: từ năm 1950 đến năm 1959 và từ năm 1961 đến năm 1968. Cuối cùng nó bị đánh chìm như mục tiêu vào năm 1969. Tills được tặng thưởng ba Ngôi sao Chiến trận do thành tích phục vụ trong Thế Chiến II.

## Thiết kế và chế tạo
Lớp Cannon có thiết kế hầu như tương tự với lớp Buckley dẫn trước; khác biệt chủ yếu là ở hệ thống động lực Kiểu DET (diesel electric tandem). Các động cơ diesel đặt nối tiếp nhau dẫn động máy phát điện để cung cấp điện năng quay trục chân vịt cho con tàu. Động cơ diesel có ưu thế về hiệu suất sử dụng nhiên liệu, giúp cho lớp Cannon cải thiện được tầm xa hoạt động, nhưng đánh đổi lấy tốc độ chậm hơn.
Vũ khí trang bị bao gồm ba pháo 3 in (76 mm)/50 cal trên tháp pháo nòng đơn có thể đối hạm hoặc phòng không, một khẩu đội pháo phòng không Bofors 40 mm nòng đôi và tám pháo phòng không Oerlikon 20 mm. Vũ khí chống ngầm bao gồm một dàn súng cối chống tàu ngầm Hedgehog Mk. 10 (có 24 nòng và mang theo 144 quả đạn); hai đường ray Mk. 9 và tám máy phóng K3 Mk. 6 để thả mìn sâu. Con tàu vẫn giữ lại ba ống phóng ngư lôi Mark 15 21 inch (533 mm). Thủy thủ đoàn đầy đủ bao gồm 15 sĩ quan và 201 thủy thủ.
Tills được đặt lườn tại xưởng tàu của hãng Western Pipe and Steel Company ở Los Angeles, California vào ngày 23 tháng 6, 1943. Nó được hạ thủy vào ngày 3 tháng 10, 1943, được đỡ đầu bởi cô Helen Irene Tills, em gái Thiếu úy Tills, và nhập biên chế cùng Hải quân Hoa Kỳ vào ngày 8 tháng 8, 1944 dưới quyền chỉ huy của Hạm trưởng, Thiếu tá Hải quân James Levan Brooks.

## Lịch sử hoạt động

### 1944 - 1946
Tills được phân về Đội hộ tống 53, và đã tiến hành chạy thử máy tại vùng biển ngoài khơi San Diego, California, rồi sửa chữa sau thử máy tại xưởng tàu ở đảo Terminal. Nó rời vùng bờ Tây Hoa Kỳ vào ngày 16 tháng 10, 1944 trong thành phần hộ tống cho Đội đặc nhiệm 19.5, vốn bao gồm các tàu sân bay hộ tống Makin Island (CVE-93), Lunga Point (CVE-94), Salamaua (CVE-96) và Bismarck Sea (CVE-95), và đi đến Trân Châu Cảng vào ngày 23 tháng 10. Trong thời gian còn lại của năm 1944, con tàu hoạt động tuần tra chống tàu ngầm tại vùng biển quần đảo Hawaii.
Vào ngày 2 tháng 1, 1945, Tills rời Trân Châu Cảng để thực hành huấn luyện cùng Đội đặc nhiệm 12.3, trước khi đội tìm-diệt tàu ngầm nảy hướng sang khu vực quần đảo Marshall. Đi đến Eniwetok vào ngày 15 tháng 1, con tàu ở lại đây cho đến khi bắt đầu thực hành từ ngày 29 tháng 1. Lên đường vào ngày 5 tháng 2, con tàu hoạt động tuần tra tìm-diệt tàu ngầm đối phương, di chuyển theo hướng Đông vào ban ngày và theo hướng ngược lại vào ban đêm, trong một phạm vi 400 dặm (640 km) về phía Đông Eniwetok. Hoạt động tuần tra trên tuyến đường hàng hải giữa quần đảo Hawaii và quần đảo Marshall được tiến hành trong mười ngày, cho đến khi chiếc tàu hộ tống khu trục quay trở về Trân Châu Cảng để được bảo trì cặp bên mạn tàu tiếp liệu khu trục Alcor (AD-34).
Sau khi chạy thử máy thực hành ngoài khơi Oahu, Tills tháp tùng để hộ tống cho Sangamon (CVE-26) vào cuối tháng 2, khi chiếc tàu sân bay hộ tống hoạt động huấn luyện bay đêm. Quay trở lại Trân Châu Cảng vào ngày 2 tháng 3, hai ngày sau đó, cả hai con tàu gia nhập Đội đặc nhiệm 19.3, vốn được hình thành chung quanh tàu sân bay hộ tống Kasaan Bay (CVE-69). Nó thực hành huấn luyện trong năm ngày trước khi được tạm thời điều sang Đội đặc nhiệm 19.2, được hình thành chung quanh tàu sân bay hộ tống Tripoli (CVE-64). Sau một đợt bảo trì và huấn luyện khác tại khu vực Hawaii, nó đón lên tàu hai sĩ quan cùng 23 binh lính Hải quân và Thủy quân Lục chiến để vận chuyển họ đến quần đảo Marshall. Nó gặp gỡ các tàu hộ tống khu trục Gilligan (DE-508) và Whitman (DE-24) vào ngày 29 tháng 3, để cùng họ hộ tống bảo vệ cho Đoàn tàu PD-355T, bao gồm 17 chiếc, trong hành trình đi Eniwetok.
Đến nơi vào ngày 6 tháng 4, Tills tham gia trở lại cùng Đội đặc nhiệm 12.3, và tiến hành tuần tra tìm-diệt tàu ngầm dọc theo tuyến đường hàng hải giữa quần đảo Hawaii và quần đảo Marshall. Sau khi quay trở về Eniwetok vào ngày 14 tháng 4, nó vẫn hoạt động cùng Đội đặc nhiệm 12.3 tuần tra chống tàu ngầm vùng biển về phía Đông Marshall. Vào ngày 20 tháng 4, cơn bão Ann bất ngờ ập đến khiến máy bay của tàu sân bay hộ tống Corregidor (CVE-58) không thể cất cánh, và các tàu hộ tống phải chịu đựng biển động rất mạnh và gió giật lên đến 70 hải lý trên giờ (130 km/h). Cơn bão chỉ dịu đi ba ngày sau đó, và đội đặc nhiệm quay trở về Eniwetok.
Được điều sang Đơn vị Đặc nhiệm 96.6.7, Tills rời khu vực Marshall vào ngày 30 tháng 4, và đi đến Ulithi vào ngày 3 tháng 5. Hai ngày sau, nó gặp gỡ Đoàn tàu UOK-9 để hộ tống họ hướng sang quần đảo Ryūkyū. Trên đường đi, nó nhìn thấy một tàu tuần tra Nhật bị bỏ lại, và đã đánh chìm tàu đối phương bằng hải pháo và mìn sâu. Sau khi thả neo ngoài khơi bãi đổ bộ Hagushi vào ngày 10 tháng 5, lên đường không lâu sau đó để thay phiên cho tàu quét mìn Starling (AM-64) trong nhiệm vụ canh phòng bảo vệ khu vực vận chuyển ngoài khơi Okinawa. Hai ngày sau đó, con tàu bước vào báo động trực chiến sau khi có cảnh báo máy bay đối phương đang xuất hiện. Khi hai máy bay vừa ló ra từ một màn khói ngụy trang, các xạ thủ pháo 40-mm đã nhanh chóng nổ súng cho đến khi các trinh sát viên xác định đó là những máy bay bạn. Các khẩu Bofors 40 mm lập tức ngừng bắn, và hai chiếc máy bay không bị hư hại gì.
Tách khỏi nhiệm vụ bảo vệ khu vực đổ bộ, Tills gia nhập thành phần hộ tống bảo vệ cho Đội Tàu sân bay 22, vốn bao gồm các tàu sân bay hộ tống Santee (CVE-29), Chenango (CVE-28) và Block Island (CVE-106). Lực lượng hướng đến Sakishima, và chuẩn bị tấn công ném bom xuống hòn đảo này, vốn được đối phương sử dụng làm điểm dừng tiếp nhiên liệu cho máy bay di chuyển giữa Kyūshū và Đài Loan, cũng như là một mắc xích quan trọng trong chuỗi các sân bay tung ra các đợt không kích tự sát Kamikaze nhắm vào lực lượng Đồng Minh. Trong khi đợt không kích được thực hiện vào ngày 1 tháng 6, Tills phục vụ bảo vệ chống tàu ngầm và canh phòng máy bay cho các tàu sân bay. Sau đó họ rút lui về để tái vũ trang và tiếp nhiên liệu trước khi trở lên phía Bắc vào ngày 20 tháng 6 để tiếp tục hoạt động không kích.
Bốn ngày sau đó, Tills quay trở lại hoạt động tìm-diệt tàu ngầm, và đã duy trì hoạt động tuần tra chống tàu ngầm cho đến khi quay trở về để được bảo trì cặp bên mạn tàu sửa chữa Oahu (ARG-5). Trong giai đoạn cuối tháng 7 và đầu tháng 8, con tàu tiếp tục tuần tra chống tàu ngầm trên các tuyến đường hàng hải tại khu vực Tây quần đảo Caroline. Đang khi con tàu được đại tu tại Apra Harbor, Guam, nó nhận được tin tức về một quả bom nguyên tử đã được thả xuống Hiroshima vào ngày 6 tháng 8; và lúc con tàu vào ụ nổi ba ngày sau đó để sửa chữa vòm sonar, quả bom thứ hai được ném xuống Nagasaki. Cuối cùng, khi Nhật Bản chấp nhận đầu hàng vào ngày 15 tháng 8 giúp kết thúc cuộc xung đột, con tàu đang neo đậu trong cảng Apra Harbor cùng với Torrance (AKA-76), Roberts (DE-749) và SS A. McKensie.
Tiếp tục ở lại Apra Harbor cho đến ngày 29 tháng 8, Tills lên đường đi Saipan và đến nơi trong ngày đó. Con tàu ở lại đây trong gần một tháng, cho đến ngày 24 tháng 9, khi nó được điều động vào Hải đội Vận chuyển 12 để hoạt động tại vịnh Buckner, Okinawa. Nó đi đến Nagasaki trong thành phần hộ tống các tàu vận chuyển đưa lực lượng chiếm đóng đến Nhật Bản. Sau đó nó thực hiện hai chuyến khứ hồi giữa Nagasaki và Manila trước khi đi đến Saipan vào ngày 21 tháng 10, bắt đầu cho hành trình quay trở về Hoa Kỳ. Lên đường hai ngày sau đó cùng ba tàu chị em, phần còn lại của Đội hộ tống 53, nó hướng đến khu vực quần đảo Hawaii, đi đến Trân Châu Cảng vào ngày 31 tháng 10. Tiếp tục hành trình vào ngày 2 tháng 11, con tàu hướng về phía bờ Tây, nhưng trên đường đi đã nhận được tin báo về một máy bay vận tải bị rơi ngoài khơi Oahu, và đã đổi hướng để tham gia tìm kiếm cứu nạn. Nó vớt được hai trong tổng số tám người được cứu vớt, và chuyển các nạn nhân sang tàu sân bay hộ tống Casablanca (CVE-55) để được tiếp tục chăm sóc y tế.
Đi đến San Diego, California vào ngày 9 tháng 11, Tills được bảo trì trong sáu ngày trước khi lên đường vào ngày 17 tháng 11 để hướng đến vùng kênh đào Panama. Con tàu băng qua kênh đào lần đầu tiên vào ngày 25 tháng 11, rồi khởi hành từ Coco Solo hai ngày sau đó để hướng đến Hampton Roads thuộc vùng bờ Đông Hoa Kỳ. Nó được đại tu tại Xưởng hải quân Norfolk để chuẩn bị ngừng hoạt động, rồi chuyển đến khu vực neo đậu sông St. Johns, Florida vào ngày 16 tháng 1, 1946, nơi nó được cho xuất biên chế vào tháng 6, 1946.

### 1950 - 1968
Được cho hoạt động trở lại trong trạng thái dự bị vào đầu năm 1947, Tills được kéo đến Miami, Florida và được tái trang bị. Vào tháng 7, nó thực hiện chuyến đi huấn luyện kéo dài hai tuần đến San Juan, Puerto Rico cùng nhân sự Hải quân Dự bị trên tàu. Sang tháng 8, nó được đại tu tại Xưởng hải quân Charleston ở South Carolina. Sau khi được tân trang trong tháng 11, nó chuyển cảng nhà đến Miami và bắt đầu hoạt động dọc theo vùng Đông, suốt trong khu vực kéo dài từ Boston, Massachusetts cho đến Panama và vùng biển Caribe, chủ yếu để huấn luyện quân nhân dự bị.
Tills được cho nhập biên chế chính thức trở lại tại Charleston, South Carolina vào ngày 21 tháng 11, 1950 dưới quyền chỉ huy của Hạm trưởng, Thiếu tá Hải quân Elmo R. Zumwalt, Jr.. Đặt cảng nhà tại Charleston, nó hoạt động dọc theo vùng bờ Đông, chủ yếu như một tàu huấn luyện và thực hiện các chuyến đi thực tập và huấn luyện dự bị. Nó tham gia cuộc Tập trận "Convex III" từ ngày 27 tháng 2 đến ngày 20 tháng 3, 1952, rồi đến cuộc Tập trận "Emigrant" từ ngày 6 đến ngày 12 tháng 10, 1952. Con tàu còn thực hiện chuyến đi đầu tiên sang Châu Âu vào mùa Hè năm 1952, nơi nó từng ghé viếng thăm Lisbon, Bồ Đào Nha và Arcachon, Pháp trong tháng 6. Nó tiếp tục các chuyến đi huấn luyện tại vùng bờ Đông cho đến mùa Hè năm 1955, khi một lần nữa đi sang Châu Âu, viếng thăm Lisbon và Cádiz, Tây Ban Nha. Trong năm 1956 nó thực hiện tổng cộng 13 chuyến đi huấn luyện dự bị.

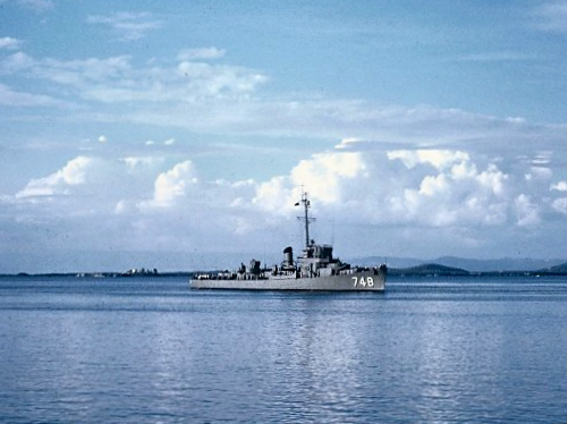
USS Tills tại vịnh Guantánamo, Cuba, đầu những năm 1960.

Vào 1 tháng 5, 1958, Tills chuyển cảng nhà đến Boston, Massachusetts, chuyển trọng tâm hoạt động đến vùng bờ biển Đông Bắc cùng các khu vực Nova Scotia và Newfoundland của Canada. Sau khi huấn luyện ôn tập và thực hành trong hơn một năm, vào ngày 1 tháng 9, 1959, cảng nhà của nó tiếp tục chuyển xa hơn lên phía Bắc đến Portland, Maine. Vào ngày 18 tháng 10, 1959 con tàu được cho xuất biên chế, và đưa về thành phần huấn luyện dự bị trực thuộc Quân khu Hải quân 1. Nó thực hiện những chuyến đi huấn luyện dành cho nhân sự thuộc Hải quân Dự bị Hoa Kỳ vào dịp cuối tuần cho đến mùa Hè năm 1961.
Khi xảy ra vụ Khủng hoảng tên lửa Cuba, Tills được cho tái biên chế trở lại vào ngày 1 tháng 10, 1961. Sau khi được sửa chữa trong sáu tuần lễ tại Newport, Rhode Island, nó tiến hành huấn luyện ôn tập tại khu vực vịnh Guantánamo, Cuba trước khi hoạt động từ cảng nhà Norfolk, Virginia. Khi vụ khủng hoảng được giải quyết qua thương lượng hòa bình, con tàu quay trở lại Portland, Maine vào ngày 12 tháng 7, 1962 và lại được cho xuất biên chế vào ngày 1 tháng 8, 1962, trở lại thành phần huấn luyện dự bị.
Được điều về Hải đội Khu trục Dự bị 30 trực thuộc Quân khu Hải quân 1, Tills hoạt động từ căn cứ Portland, Maine, và thực hiện những chuyến đi huấn luyện vào dịp cuối tuần đi dọc theo tuyến đường thủy St. Lawrence. Đi đến Newport, Rhode Island vào ngày 20 tháng 10, 1963, con tàu trải qua lượt bảo trì trong một tháng, khi được nâng cấp ống phóng ngư lôi mới thay thế các máy phóng mìn K-gun. Sau khi hoàn tất, nó quay trở lại Portland vào ngày 17 tháng 11.
Trong năm 1964, nó được bảo trì cặp bên mạn tàu tiếp liệu khu trục Grand Canyon (AD-28) từ ngày 22 tháng 3 đến ngày 18 tháng 4, quay trở về Portland, rồi lên đường đi Boston vào ngày 13 tháng 6. Nó từng tham gia Hội chợ Quốc tế New York 1964, và khi quay trở về cảng nhà tại Maine, nó mở cho công chúng tham quan vào ngày 4 tháng 7 trước khi đi đến Rockland, Maine để tham gia Lễ hội Hải sản Rockland vào ngày 3 tháng 8. Đến ngày 28 tháng 8, nó phục vụ tuần tra cho cuộc đua Starboat Yacht hàng năm tại Winthrop, Massachusetts.
Tills tiếp tục vai trò huấn luyện dự bị cho đến năm 1968, khi được xem là không phù hợp để tiếp tục phục vụ. Tên nó được cho rút khỏi danh sách Đăng bạ Hải quân Hoa Kỳ vào ngày 23 tháng 9, 1968, và con tàu bị đánh chìm như một mục tiêu ngoài khơi Virginia vào ngày 3 tháng 4, 1969.

## Phần thưởng
Tills được tặng thưởng ba Ngôi sao Chiến trận do thành tích phục vụ trong Thế Chiến II.
|                           |  |             |
| Bronze star · Bronze star |  | Bronze star |

| Dãi băng Hoạt động Tác chiến (truy tặng)                                | Huân chương Viễn chinh Hải quân (Cuba) | Huân chương Chiến dịch Hoa Kỳ                                   |
| Huân chương Chiến dịch Châu Á-Thái Bình Dương với 2 Ngôi sao Chiến trận | Huân chương Chiến thắng Thế Chiến II   | Huân chương Phục vụ Phòng vệ Quốc gia với 1 Ngôi sao Chiến trận |